# 陈桦 (官员)
陈桦（1954年10月—），福建惠安人。1992年1月加入中国共产党。厦门大学经济系政治经济学专业毕业。

## 生平
历任福建省经济体制改革委员会综合规划处处长、副主任，省经济体制改革与对外开放委员会办公室副主任、主任，中共南平市委副书记、代市长、市长，中共福建省委常委、教育工委书记等职。2008年1月，兼任福建省人民政府副省长。2015年2月，当选为福建省第十二届人民代表大会常务委员会副主任。